# Zé Ramalho

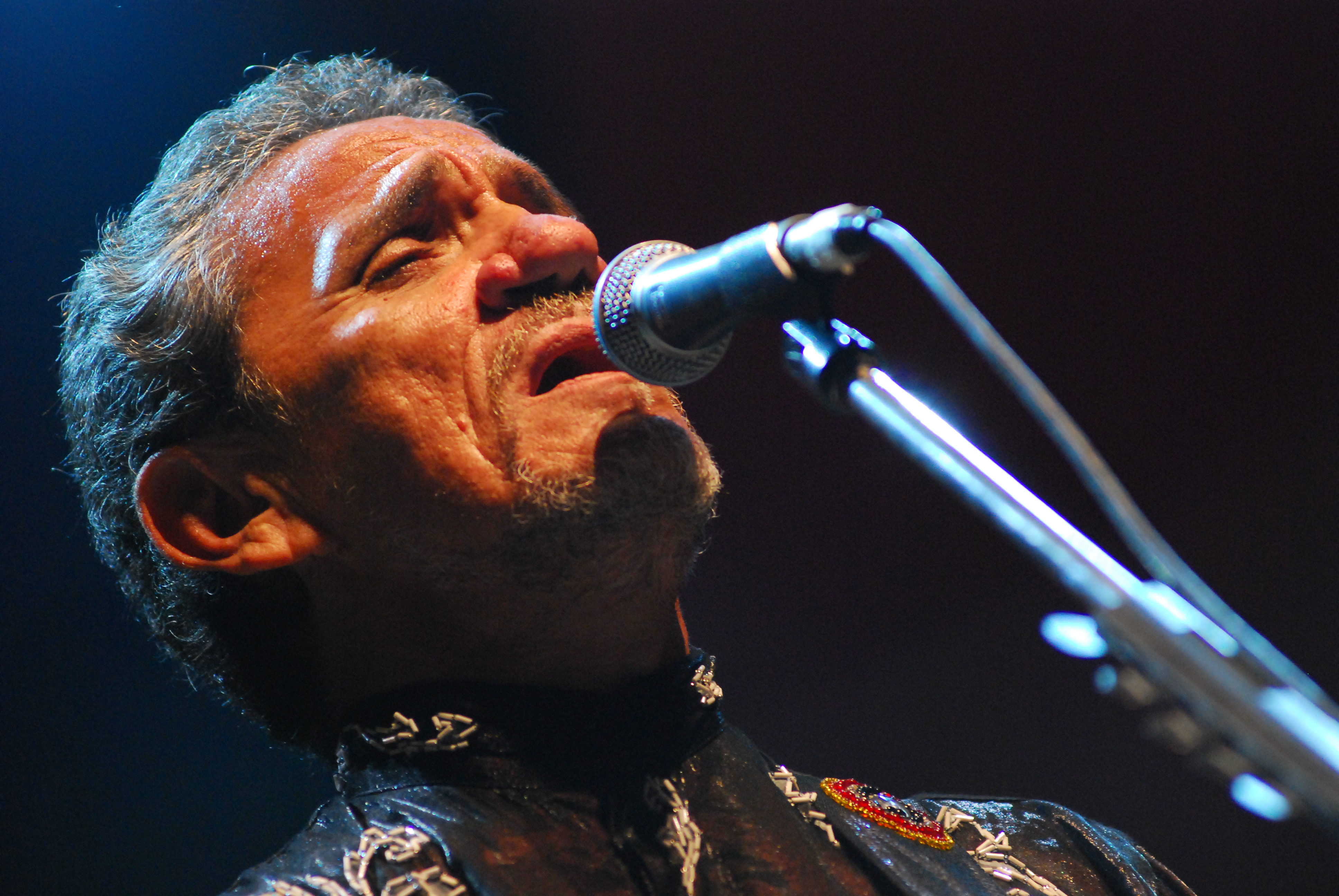
Zé Ramalho, 2008 in São Paulo

Zé Ramalho (* 3. Oktober 1949 als José Ramalho Neto in Brejo do Cruz, Paraíba, Brasilien) ist ein brasilianischer Singer-Songwriter in den Stilen Música Popular Brasileira (MPB), Folk-Rock, Folk, Blues und Forró des Nordostens. Als Instrumentalist spielt er Akustik- und Elektrogitarre.

## Biographie
Zé Ramalho veröffentlichte in seiner Musikkarriere viele Alben und arbeitete dabei mit anderen international bekannten Künstlern zusammen: Alceu Valença, seiner Cousine Elba Ramalho, Geraldo Azevedo u. a.
2012 gründete Zé Ramalho mit seiner Ehefrau Roberta Ramalho sein eigenes Record Label Avôhai Music und veröffentlichte dort sein 23. Album Sinais dos Tempos.

## Diskografie

### Alben
- 1975 – Paêbirú (mit Lula Côrtes)
- 1978 – Zé Ramalho
- 1980 – A Peleja do Diabo com o Dono do Céu
- 1981 – A Terceira Lâmina
- 1982 – Força Verde
- 1983 – Orquídea Negra
- 1984 – Por Aquelas que Foram Bem Amadas
- 1985 – De Gosto de Água e de Amigos
- 1986 – Opus Visionário
- 1987 – Décimas de um Cantador
- 1991 – Brasil Nordeste
- 1992 – Frevoador
- 1996 – Cidades e Lendas
- 1996 – Antologia Acústica (BR: ×3Dreifachplatin )[3]
- 1997 – O Grande Encontro 2 (BR: Gold)
- 1998 – Eu Sou Todos Nós (BR: Gold)
- 2000 – Nação Nordestina
- 2000 – O Grande Encontro 3
- 2002 – Zé Ramalho Canta Raul Seixas
- 2002 – O Gosto da Criação
- 2002 – Perfil (BR: Gold)
- 2003 – Estação Brasil
- 2005 – Zé Ramalho ao Vivo (live)
- 2007 – Parceria dos Viajantes – Latin Grammy MPB
- 2008 – Zé Ramalho da Paraíba
- 2008 – Zé Ramalho Canta Bob Dylan – Tá Tudo Mudando
- 2009 – Zé Ramalho Canta Luiz Gonzaga
- 2010 – Zé Ramalho Canta Jackson do Pandeiro
- 2011 – Zé Ramalho Canta Beatles
- 2012 – Sinais dos Tempos
- 2014 – Fagner & Zé Ramalho ao Vivo (live)
- 2016 – Zé Ramalho Sinfônico ao Vivo (live)
- 2018 – Zé Ramalho na Paraíba (live)

### Videoalben
- 2000 – O Grande Encontro 3 (BR: Gold)
- 2001 – Zé Ramalho Canta Raul Seixas: Ao Vivo (BR: Gold)
- 2005 – Zé Ramalho ao Vivo
- 2007 – Parceria dos Viajantes
- 2008 – Zé Ramalho Canta Bob Dylan – Tá Tudo Mudando
- 2009 – Zé Ramalho – O Herdeiro de Avôhai
- 2014 – Fagner & Zé Ramalho ao Vivo
- 2014 – Amigo da Arte
- 2018 – Zé Ramalho na Paraíba